# Stuart Hamm
Stuart Hamm (8. února 1960, New Orleans, USA) je americký baskytarista, známý svou sólovou kariérou a spoluprací s muzikanty, známými svým nekonvenčním stylem.
Dětství a mládí prožil v Champaign v Illinois, kde se učil hře na basu a klavír. Ve škole hrál ve školní kapele a později se dostal do All-State Band. Vystudoval vysokou školu v Hannoveru a hned po ní začal navštěvovat Berklee College of Music v Bostonu, kde se seznámil s muzikanty jako třeba Steve Vai, který ho seznámil s Joe Satriani.

## Diskografie

### Sólová alba
- Radio Free Albemuth (1988)
- Kings of Sleep (1989)
- The Urge (1991)
- Outbound (2000)
- Live Stu X 2 (2007)
- Just Outside of Normal (2010)

### S Fran Gambale
- The Great Explorers (1993)

### S Frank Gambale a Steve Smith
- Show Me What You Can Do (1998)
- The Light Beyond (2000)
- GHS3 (2003)

### S Joe Satriani
- Dreaming #11 (1988) -- Ice 9, Memories and Hordes of Locusts
- Flying in a Blue Dream (1989) -- Strange and The Bells of Lal (Part Two)
- Time Machine (1993) -- Disc One: Time Machine, The Mighty Turtle Head and All Alone. Disc Two: Circles, Lords of Karma and Echo
- Crystal Planet (1998) -- All Tracks except Time and Z.Z.'s Song
- Live in San Francisco (2001)
- Live in Paris: I Just Wanna Rock (2010)

### S Joe Satriani, Eric Johnson, a Steve Vai
- G3 Live in Concert (1997) -- Tracks 1-3

### Se Steve Vai
- Flex-Able (1984)
- Passion and Warfare (1990)
- Fire Garden (1996) -- Track 3

### S ostatními muzikanty
- Richie Kotzen, Richie Kotzen (1989)
- Michael Schenker Group, Arachnophobiac (2003)
- Working Man, a Rush tribute album, tracks #7, #10, #11 (1996)
- Yngwie Malmsteen, Ronnie James Dio, for Not The Same Old Song And Dance, an Aerosmith tribute album, track #6, "Dream On" (1999)
- George Lynch, Gregg Bissonette, and Vince Neil, for Bat's Head Soup, an Ozzy Osbourne tribute album, track #9, "Paranoid" (2006)
- Caifanes (band) on the El nervio del volcán (album) on track #8 Quisiera Ser Alcohol.
- Adrian Legg, Mrs. Crowe's Blue Waltz (1992)
- Bill Lonero, "Slather" (2004)
- David Stockden, " Reflections Of Themes" (2009)
- Thomas Tomsen, "Sunflickers" (2010)